# Väinö Emil Strömberg
Väinö Emil Einar Strömberg, född 16 september 1896 i Helsingfors, död 14 juli 1926, var en finländsk militär.
Strömberg anslöt sig till jägarrörelsen den 5 mars 1915 och deltog i striderna vid Missefloden, Rigabukten, Aafloden mellan 1916 och 1917. Han återvände till Finland den 17 november 1917 och började öva skyddskårister i Viborg och annorstädes på Karelska näset. Strömberg blev chef över en bataljon vid karelska fronten vintern 1918, och på våren blev han bataljonschef för 3. karelska regementet. Den 10 maj befordrades han från löjtnant till kapten.
År 1921 begärde han avsked från Finlands armé, och verkade därefter inom trävarubranschen och var chef för sågverk i Kivinebb och Raivola.